# NGC 1808
NGC 1808 é uma galáxia espiral barrada (SBa) localizada na direcção da constelação de Columba. Possui uma declinação de -37° 30' 48" e uma ascensão recta de 5 horas, 07 minutos e 42,5 segundos.
A galáxia NGC 1808 foi descoberta em 10 de Maio de 1826 por James Dunlop.